# Верхньосироватська волость
Великосироватська волость — адміністративно-територіальна одиниця Сумського повіту Харківської губернії.
На 1862 рік до складу волості входили:
- слобода Верхня Сироватка
- слобода Тимофіївка
- слобода Нижня Сироватка

Найбільші поселення волості станом на 1914 рік:
- село Верхня Сироватка — 6679 мешканців.
- село Глибна — 1582 мешканці.

Старшиною волості був Малюк Федір Карпович, волосним писарем — Москаленко Пантелей Микитович, головою волосного суду — Кудрес Макар Аполлонович.